# Южноафриканская марлейелла
Южноафриканская марлейелла (лат. Marleyella bicolorata) — вид лучепёрых рыб семейства пецилопсеттовых (Poecilopsettidae). Морские донные рыбы. Распространены в западной части Индийского океана. Максимальная длина тела 19 см.

## Описание
Глаза расположены на правой стороне тела. Глазная сторона тёмно-коричневого цвета с расплывчатыми тёмными точками и пятнами. Круглая чёрная точка на голове и тёмное пятно у основания хвостового плавника. Слепая сторона также тёмно-коричневого цвета.

## Ареал и места обитания
Распространены в западной части Индийского океана от юга Африки (провинция Квазулу-Натал) и Мозамбика вдоль восточного побережья до Танзании, Кении и Сомали и далее до индийских штатов Карнатака и Махараштра.
Морские донные рыбы. Обитают на глубине от 20 до 406 м.